# Vaginulus occidentalis
Vaginulus occidentalis is een slakkensoort uit de familie van de Veronicellidae. De wetenschappelijke naam van de soort is voor het eerst geldig gepubliceerd in 1825 door Guilding.